# Josef Spielmann
Josef Spielmann (* 14. September 1885; † 7. Juli 1950) war ein deutscher Politiker (Wirtschaftspartei).

## Leben
Spielmann arbeitete als Kaufmann und war Besitzer einer Drogerie in Freiburg im Breisgau. Während der Zeit der Weimarer Republik trat er in die Reichspartei des deutschen Mittelstandes (Wirtschaftspartei) ein. Er war bis 1933 Stadtverordneter in Freiburg und wurde im Oktober 1929 als Abgeordneter in den Landtag der Republik Baden gewählt, dem er bis 1933 angehörte.